# Enrique Castells Capurro
Enrique Castells Capurro (Montevideo, 9 de marzo de 1913 - Punta del Este, 3 de julio de 1987) fue un acuarelista, pintor y escultor uruguayo. 
A pesar de haber sido autodidacta recibió gran influencia de su tío Carlos Castells (1880-1933). Su tema central es el caballo y el gaucho al igual que lo era para su tío Carlos.

## Biografía
Comenzó a pintar a los cuatro años de edad dibujando a la bailarina Ana Pavlova durante una visita de esta al Uruguay. Trabajó en diarios y revistas dibujando escenas de ballet, fútbol, carreras de caballos y temas relativos al gaucho. 
Existen grandes murales de su creación en muchas dependencias públicas de Uruguay, como en AFE, Biblioteca Nacional, Pluna, Fuerte de San Miguel, Intendencia de Maldonado, etc. Publicó varios libros con sus pinturas y sus imágenes se han popularizado y reproducido en varios medios.
Ilustró obras sobre Martín Fierro, Santos Vega, Los Tacuruses de Serafín J. García. La editorial Kraft de Buenos Aires publicó en 1950 un inventario de sus obras publicadas. Durante varios años realizó en bronce los premios que otorgaba el Jockey Club en el Gran Premio José Pedro Ramírez, máxima competencia hípica de Uruguay.
También realizó trabajos especiales para Reina Isabel de Gran Bretaña. Existen cuadros y murales suyos en la Universidad de Austin (Texas) la sede de las Naciones Unidas y en colecciones privadas y públicas. 

## Obras ilustradas
- Gauchos, prendas y costumbres
- Los jinetes de las Américas Los caballos de la conquista   Tacuruses

- Datos: Q8776124